# Biblioteca Nacional de Chile
La Biblioteca Nacional de Chile, principal centro bibliográfico del país, fue fundada el 19 de agosto de 1813 y tiene su sede en la ciudad de Santiago. Se encuentra ubicada en la Alameda (Avenida Libertador General Bernardo O'Higgins) n.º 651, y es colindante con la salida «A» de la estación Santa Lucía del Metro de Santiago.
En sus comienzos en 1813, y luego entre 1818 y 1823, funcionó en una de las dependencias de la Universidad de San Felipe, ubicada en los terrenos donde se construiría posteriormente el Teatro Municipal de Santiago. Diez años más tarde, para 1823, se instala en la esquina sur oriente de las calles Bandera y Compañía, en un edificio construido en 1805 por José María Atero con base en diseños de Joaquín Toesca, que había sido sede de la ex Real Aduana y que hoy alberga al Museo Chileno de Arte Precolombino. 
Si bien se había ordenado en 1839, es en 1843, bajo la dirección de Francisco García Huidobro, que la Biblioteca se traslada a la esquina sur poniente de las calles Bandera y Catedral, a un edificio de adobe de dos pisos, construido especialmente para dichos fines. En 1886, se mueve al antiguo edificio del Real Tribunal del Consulado, diseñado por Juan José de Goycoolea hacia 1807, ubicado en la esquina de Bandera con Compañía, donde se desarrolló el cabildo de Santiago del 18 de septiembre de 1810 y donde actualmente se ubican los Tribunales de Justicia. Finalmente, en 1913, el Estado compró el terreno del convento de las monjas clarisas donde en 1925 se terminó de construir el edificio en el que se ubica desde entonces.

## Historia

### Patria Vieja (1810-1814)
La Biblioteca Nacional nació bajo el gobierno del político y militar José Miguel Carrera, quien también creó otras instituciones en la naciente República de Chile, como el Instituto Nacional, que lleva su nombre, y la Escuela de Granaderos, predecesora de la Escuela Militar.
Durante la ceremonia de apertura del Instituto Nacional, el 10 de agosto de 1813, Mariano Egaña, secretario del Interior, en representación del poder ejecutivo pronunció un discurso en el que da cuenta de la fundación de la Biblioteca Nacional de la siguiente forma:

«Ciudadanos todos: una gran biblioteca superior a los escasos recursos de este país pasa a abriros el Gobierno con todos los auxilios para vuestra ilustración: frecuentadla, aprovechad allí lo que supieron nuestros mayores y lo que adelante nuestro siglo. Artistas y naturalistas: allí también tendréis modelos, máquinas e instrumentos para los oficios, las artes y las ciencias.»

«Los primeros años de la Biblioteca Nacional (1813-1824)», pp. 15–18

A pesar de lo dicho por Egaña, la Biblioteca Nacional no existía como entidad independiente y, a diferencia del Instituto Nacional, no se habían realizado trabajos preliminares que permitiesen su apertura. Por eso se hizo necesario crearla expresamente, lo que se tradujo en la Proclama de fundación de la Biblioteca, que fue publicada en el El Monitor Araucano —el periódico oficial del Gobierno— el 19 de agosto de 1813. Firmada por Francisco Antonio Pérez, Agustín de Eyzaguirre y Juan Egaña, en ella se hacía un llamado a todos los ciudadanos a donar libros para contribuir a formala.

«El Gobierno á los Pueblos.

Ciudadanos de Chile: al presentarse un extrangero en el País que le es desconocido, forma la idea de su ilustracion, por las Biblioteca y demas institutos literarios que contiene, y el primer paso que dan los Pueblos para ser sabios, es proporcionarse grandes Bibliotecas. Por esto el Gobierno no omite gasto, ni recurso para la Biblioteca nacional ; y el dia diez habeis oido la coleccion que os tiene preparada. Pero aun todavía no es esta Biblioteca digna del Pueblo que marcha protegido de la Providencia por todas las sendas de la gloria ; y es también preciso que conozca todo el Mundo el interes que tiene cada Ciudadano en la beneficencia de los demas, y que Chile compone una sola familia.

Para esto se abre una subscripcion patriotica de libros, y modelos de Maquinas para las artes endonde cada uno al ofrecer un objeto, ó dinero para su compra pueda decir con verdad "Hé aquí la parte con que contribuyo á la opinion, y á la felicidad presente, y futura de mi pais. [...]»
Pérez, Eyzaguirre, Egaña
El Monitor Araucano n.º 57, jueves 19 de agosto de 1813.

Los libros se depositaban en una de las salas de la Universidad de San Felipe hasta fines de septiembre de 1814. Como otras instituciones republicanas, fue clausurada después del desastre de Rancagua, ocurrido los días 1 y 2 de octubre de 1814, en el que las tropas chilenas fueron derrotadas por el ejército realista. Comenzó entonces el período conocido como la reconquista, en el que muchos partidarios de la independencia fueron apresados y exiliados al archipiélago Juan Fernández; entre ellos había partícipes directos en la creación de la Biblioteca Nacional como Francisco Antonio Pérez, Agustín de Eyzaguirre, Juan Egaña y Manuel Egaña, y también personajes que influirían en su historia futura, como Manuel de Salas. El jefe militar realista Mariano Osorio asumió el mando del país con el título de gobernador, tras lo cual se abolieron todas las iniciativas republicanas decretadas por José Miguel Carrera y Bernardo O'Higgins y se restauraron las instituciones de la Colonia. Los libros recogidos durante la Patria Vieja quedaron guardados en dos habitaciones de la Universidad de San Felipe.

### Patria Nueva (1817-1823)
La Biblioteca Nacional reabrió durante la Guerra de la Independencia, después de la victoria de Chacabuco. De acuerdo a Barros Arana, el 11 de marzo de 1817, San Martín, que se encontraba en Santiago, partió hacia Buenos Aires sin previo aviso, con el fin de evitar una «aparatosa despedida»; el cabildo de Santiago, enterándose de la situación y como reconocimiento, ordenó que se le alcanzase y se le entregaran 10 000 pesos para gastos de viaje. San Martín hizo devolver la suma y a su llegada a Mendoza, el 17 de marzo de 1817, elaboró un oficio que entregó a José Ignacio Zenteno y Bernardo Vera estipulando que ese dinero sirviese para construir «una Biblioteca Nacional», pero, en rigor, los fondos serían destinados a su reapertura, ya que esta se había creado en 1813. Tanto el oficio como la respuesta del 24 de marzo de Zenteno y Vera fueron publicadas en Viva La Patria, "gazeta del Supremo Gobierno de Chile", el 26 de marzo de 1817. Finalmente, el 8 de agosto de 1818 se publicó el decreto que ordenaba la creación del catálogo de libros y de un reglamento a cargo de Manuel de Salas, primer bibliotecario de la institución, lo que significó la reapertura efectiva de la Biblioteca Nacional.

«Santiago, 5 de agosto de 1818.

Deseando formar una biblioteca pública para el uso de los habitantes de esta Capital, he venido en decretar, se principie a hacer el catálogo de los libros existentes en la librería de la Universidad, dando para el efecto la comisión necesaria a don Manuel Salas, a quien desde ahora nombro por bibliotecario con el sueldo anual de mil pesos, sin descuento alguno. Y para que este establecimiento se perfecciona a la mayor brevedad, deberá proponer el mismo don Manuel Salas los medios que estime convenientes para aumentar el número de obras más precisas para la biblioteca, y un reglamento que deberá observarse por los que usen del beneficio de esta institución, y por los que sirvan en ella. Tómese razón de este decreto, comuníquese al bibliotecario nombrado y publíquese para noticia de todos.—»
O'Higgins.— Irisarri

Gazeta Ministerial de Chile, n.º 52, sábado 8 de agosto de 1818.

Según Ricardo Donoso, de acuerdo a lo que consta en "varios documentos y cartas", fue Manuel de Salas quien redactó el primer reglamento de la Biblioteca Nacional; si bien Donoso no pudo establecer la fecha de elaboración del mismo, la orden para su confección estaba contenida en el decreto del 5 de agosto de 1818. El reglamento, que se «conserva[ba] en una antigua copia» —y que constaba de trece puntos—, permaneció inédito hasta que el mismo Donoso lo publicó en el año 1963 en la revista Mapocho.
El 9 de abril de 1819, Manuel de Salas envió al gobierno una propuesta para la adquisición de libros —que O'Higgins autoriza el 14 de ese mismo mes—, y solicitó ayuda para construir estanterías y resolver otros problemas menores, sugiriendo que se utilizaran fondos municipales, y si esto último no era posible, con cargo a los 10 000 pesos donados por San Martín. Para el 22 de julio de 1820, la Biblioteca Nacional contaba con una colección de 8510 volúmenes.

«En medio de los graves y urgentes cuidados que absorben la atención del Gobierno y sus facultades, no ha olvidado la ilustración y el decoro de la Capital, erigiendo una Biblioteca Pública, a que ha servido de principio la parte útil de la que había en la Universidad, la que pudo salvarse de las presas; de los libros que han dado el Tribunal de Minería y otros establecimientos y de los que ha erogado la generosidad de los amantes de las letras y del país, con lo que asciende el número de volúmenes a 8.510. Se está concluyendo su arreglo y catálogo para facilitar su uso a los que deseen hacerlo, de sus deseos de saber e igualmente del que es tan propio de los literatos y virtuosos, el de contribuir a que otros los imiten, aumentando para esto los medios de conseguirlo, perpetuando así su beneficencia.—»
Imprenta de Gobierno

Gazeta Ministerial de Chile, n.º 54, sábado 22 de julio de 1820.

Después del desastre de Rancagua, Camilo Henríquez (director de la Aurora de Chile y luego de El Monitor Araucano), quien desempeñaría pronto un papel relevante para la Biblioteca Nacional, había partido desterrado hacia Buenos Aires. El 1 de octubre de 1821 O'Higgins decidió nombrarlo «capellán de ejército del Estado Mayor General» —decreto del que se tomó razón solo el 12 de abril de 1822— y para el 15 de noviembre de 1821, lo invitó explícitamente a retornar a Chile. Promovió oficialmente su regreso entregando 400 pesos a Miguel Zañartu para ayudar a Henríquez en su viaje de regreso.
Camilo Henríquez llegó de vuelta a Chile a principios de 1822 y el 27 de abril de 1822 O'Higgins lo nombró segundo bibliotecario de la Biblioteca Nacional con un sueldo de 500 pesos anuales; además, se le encargó la edición de la Gazeta Ministerial y la creación de un periódico con estadísticas sobre Chile, últimos trabajos por los que se le asignó un sueldo adicional de 1000 pesos anuales.

### Organización de la República (1823-1831)
El 19 de julio de 1823, mediante un decreto de Ramón Freire, el Estado decidió trasladar la Biblioteca a un recinto más espacioso y central; entonces pasó a utilizar dos salas del segundo piso del costado derecho del edificio de la antigua Aduana de Santiago, ubicado en la esquina suroriente de las calles Compañía y Bandera. Al momento de este cambio, la Biblioteca ya contaba con 12 000 volúmenes.
Finalmente, la Biblioteca Nacional abrió sus puertas al público el 19 de agosto de 1823, bajo la dirección de Salas, en el aniversario de su fundación, con el nombre de «Sociedad de Lectura de Santiago».

«Biblioteca publica.

Santiago, julio 19 de 1823

(99.) Deseando el gobierno dar a la ilustracion pública toda la estension posible como principal camino de formar la prosperidad nacional, decreto:
1.º Se establecerá una Biblioteca nacional, y se colocará en los salones que he dispuesto preparar de antemano en la casa de aduana.

 2.º Se trasladará a este edificio la Biblioteca que actualmente existe en la Universidad.

 3.º Para este traslado y arreglo de la Biblioteca, nombro a D. Manuel Salas quien se auxiliará del Teniente coronel D. Juan Gomez y de D. Miguel de la Barra.

 4.º Los gastos de la traslación, amueblamiento y aseo de las salas, se satisfarán por la tesorería jeneral con el visto bueno del ministro de estado.
 5.º Por medio del comisionado D. Manuel Salas se abrirá una suscripción de las obras que ofrezcan los vecinos para para que sean colocadas en esta Biblioteca.

 6.º El gobierno por un decreto especial nombrará el Bibliotecario y empleados que se hayan de ocupar en el servicio de este establecimiento, y destinará un fondo anual para la compra de libros.

 7.º Se rogará y encargará al Rvo. Obispo convenga en que se reúna a la Biblioteca nacional la que existe en la Catedral de Santiago y sus respectivos fondos; teniéndose presente que la Biblioteca nacional es común para la instrucción de todos los ciudadanos.

8.º El ministro de estado en el departamento de gobierno queda encargado de la de la ejecución de este decreto.»
Freire. — Egaña.

«Boletín de las leyes i decretos del Gobierno», Boletín n.º 11, Departamento de Gobierno y Relaciones Esteriores: Biblioteca publica, Santiago, julio 19 de 1823.

Poco después de la apertura, Manuel de Salas solicitó que se le reemplazara debido a su avanzada edad y a que participaba en paralelo en varias comisiones de servicio público que consumían gran parte de su tiempo; en su lugar fue nombrado Manuel José Gandarillas, que luego de poco más de dos años fue nombrado Ministro de Hacienda. El 22 de octubre de 1825, por decreto de Freire y su ministro Joaquín Campino, asumió como nuevo director Francisco García-Huidobro. El decreto disponía, además, que la Imprenta del Estado fuera administrada por el director de la Biblioteca.

«Biblioteca e imprenta.

Santiago, octubre 22 de 1825

(173.) Habiendo sido nombrado D. Manuel José Gandarillas ministro del gobierno en el departamento de hacienda, y no permitiendole las ocupaciones de este destino atender al servicio y cuidado de la biblioteca nacional, de que ultimamente se hallaba encargado; queriendo el gobierno hacer efectiva y práctica la utilidad de este establecimiento, la que sólo será de lograrse encomendandolo a un ciudadano de conocida instruccion y empeño por la ilustracion y mejora del pais, proporcionándole al mismo tiempo para su fomento algun arbitrio o recurso que pueda conciliarse con la actual estrechez de nuestras rentas; ha venido en decretar y decreta:

 1.º El distinguido ciudadano D. Francisco Huidobro se encargará de la dirección de la biblioteca nacional.

 2.º La imprenta del estado se administrará bajo la dependencia del mismo director de la biblioteca, y sus productos útiles, despues del servicio que preste al gobierno, se aplicarán al fomento y gastos precisos de la biblioteca.

 3.º Al efecto se sacarán dos copias firmadas de los que han intervenido en el inventario mandado hacer por decreto de 10 del corriente, de las cuales una se depositará en esta secretaría, y la otra se pasará al nuevo director nombrado.

 4.º El ministro del interior queda encargado de la ejecucion de este decreto que se comunicará e insertará en el Boletin.»
Freire. — Campino.

«Boletín de las leyes i decretos del Gobierno», Boletín n.º 18, Ministerio del Interior: Biblioteca e imprenta, Santiago, octubre 22 de 1825.

Tres días después, otro decreto indicaba que debía hacerse un depósito de los escritos que se publicaran a través de la prensa, ya que el Gobierno necesitaba estar en conocimiento de la opinión pública «para expedirse con acierto en sus resoluciones», por lo que se ordenó depositar «un ejemplar en la Biblioteca Nacional, otro en la intendencia de la policía, otro en el ministerio fiscal, y otro en la secretaría del Gobierno».

«Impresos.

Santiago, octubre 25 de 1825

 (176.) Necesitando el gobierno tener conocimiento de la opinion pública para expedirse con acierto en sus resoluciones; conociendo que el mejor barómetro de aquella son los escritos que se publican por la prensa; y considerando finalmente que en todos los países cultos son obligados los editores de todo periódico o papel público a depositar en la biblioteca nacional e intendencia de policía cierto número de ejemplares de cada uno de los que salen a luz, he venido e acordar y decreto:

Los administradores de las imprentas de esta capital, en el momento de darse al público cuanto papel salga de sus prensas, sea de la pertenencia que fuere, depositarán un ejemplar en la Biblioteca nacional, otro en la intentendencia de policía, otro en el ministerio fiscál, y otro en la secretaria de gobierno. Comuníquese e imprimase.»
Freire. — Campino.

«Boletín de las leyes i decretos del Gobierno», Boletín n.º 19, Ministerio del Interior: Impresos, Santiago, octubre 25 de 1825.

### República Conservadora (1831-1861)
A partir de lo establecido en la Constitución de 1833, se dictó la Ley de Propiedad Literaria y Artística del 24 de julio de 1834, que sentaba las bases para el continuo enriquecimiento de los fondos de la institución, ya que de acuerdo a lo establecido en dicha ley, para poder gozar de los derechos concedidos por la misma bastaba con depositar tres ejemplares de la obra en la biblioteca pública de Santiago y anunciar en la portada de la obra quien era el autor.

Santiago, 24 de julio de 1834.

«Para entrar en el goce de los derechos concedidos por los artículos anteriores, no se necesita título alguno del Gobierno, y bastará que depositándose previamente tres ejemplares de la obra en la biblioteca pública de Santiago, se anuncie en el frontispicio a quien pertenezca.»
Congreso Nacional

«Ley» s/n, 24 de julio de 1834.

Francisco García-Huidobro elaboró el segundo reglamento de la Biblioteca Nacional, que encargado el 3 de septiembre de 1829 fue presentado el 16 de septiembre de 1834 y aprobado el 2 de octubre de ese mismo año.

Santiago, Setiembre 16 de 1834.

«86 Paso a manos de U. S. el proyecto de reglamento que he formado para la Biblioteca pública en cumplimiento de lo que se me ordenó en decreto de 3 de Setiembre de 1829. Sirvase US. elevarlo al conocimiento de S. E. y avisarme si obtiene o no su superior aprobación.

Dios guarde a U. S. muchos años.»
Francisco Garcia Huidobro

«Boletin de las Leyes y de las Ordenes y Decretos del Gobierno», Libro 6, núm. 7, Ministerio del Interior: Biblioteca Nacional. Santiago, Setiembre 16 de 1834.

Decreto.

Santiago, Octubre 2 de 1834.

«87 Apruébase en todas sus partes el reglamento de la biblioteca pública que presenta el Director de aquel establecimiento D. Francisco Garcia Huidobro, dánsele las gracias a nombre del Gobierno por este importante trabajo, imprímase y contéstese.

Rúbrica de S. E.»
Joaquín Tocornal

«Boletin de las Leyes y de las Ordenes y Decretos del Gobierno», Libro 6, núm. 7, Ministerio del Interior: Biblioteca Nacional. Santiago, Octubre 2 de 1834.

De acuerdo a Ramón Briseño (Anales de la Universidad de Chile de 1875), entre el 22 de octubre de 1825 y el 2 de octubre de 1834 la «Biblioteca se resintió, como todas las demás instituciones sociales, de las contingencias políticas de la época, i no pudo por tanto prestar por completo sus servicios al público, sino hasta que llegó la era de la paz orgánica del estado, esto es hasta principios de 1835»; el periodo posterior a esta fecha y hasta 1841 lo definió como «progresivo ».
Briseño atribuye a este incremento la necesidad de realizar un nuevo cambio de localización, y si bien la orden del cambio se conoce desde el 17 de abril de 1839, ya que aparece explícitamente mencionada en el Decreto con Fuerza de Ley que da fin a la Universidad de San Felipe, no es hasta junio de 1843, y bajo la dirección de Francisco García-Huidobro, cuando se traslada nuevamente la Biblioteca Nacional a una nueva ubicación, en un edificio de dos pisos, construido en adobe, más amplio y compartido con el Museo de Historia Natural, ubicado en la esquina de la calle Bandera con Catedral. Para esa fecha la Biblioteca Nacional contaba con 14 829 volúmenes.

Santiago, Abril 17 de 1839.

«92 He acordado y decreto:

1.º Queda extinguido desde hoi el establecimiento literario conocido con el nombre de Universidad de San Felipe.

2.º Se establece en su lugar una casa de estudios jenerales que se denominará Universidad de Chile.

3.º Este establecimiento se situará en el nuevo edificio construido con este objeto.

4.º Se trasladarán igualmente a este edificio la biblioteca y museos nacionales, el gabinete de historia natural, la academia de jurispurdencia y los demas establecimientos literarios que existen en la capital. [...]

7.º Publíquese y comuníquese»
Prieto.
Mariano de Egaña.

«Boletín de las leyes i decretos del Gobierno», Boletín n.º 16, Ministerio de Justicia, Culto e Instrucción Publica: Universidad de Chile, Santiago, Abril 17 de 1839.

También fue García-Huidobro quien gestionó la compra de la biblioteca de Mariano Egaña, realizada el 16 de octubre de 1846.

Decreto.

Santiago, Octubre 16 de 1846.

«99 Por cuanto el Congreso Nacional ha acordado el siguiente proyecto de lei:

Art. 1.° Se comprará por cuenta de la Nacion la Biblioteca que fué del finado Senador, Fiscal de la Suprema Corte de Justicia Don Mariano de Egaña, supuesto el consentimiento en la forma legal, de la heredera Doña Margarita de Egaña Se procurará por este medio la adquisicion íntegra de dicha Biblioteca con todos los impresos, manuscritos i bustos que la componen, exceptuando aquellos que la heredera desee detener para sí. [...]»
Manuel Búlnes
Manuel Camilo Vial

«Boletin de las Leyes, Órdenes I Decretos del Gobierno», Libro XIV, núm. 10, Ministerio del Interior: Biblioteca del finado D. Mariano de Egaña. Santiago, Octubre 16 de 1846.

Para el año 1850, el edificio se encontraba «peligrosamente humedecido hasta una vara de altura» debido a la filtración de una acequia hacia uno de los muros exteriores, por lo que tuvo que ser sometido a reparaciones de carácter urgente. En 1852, luego de una grave enfermedad falleció García-Huidobro, director de la Biblioteca Nacional por 27 años. Durante su período la cantidad de volúmenes en la Biblioteca Nacional casi se duplicó y la dinámica de autogestión del establecimiento comenzó a ser más notoria, ya que las funciones que desempeñaba el Estado fueron paulatinamente delegadas en el director.
Debido a la enfermedad de García-Huidobro antes de su muerte el gobierno había designado como subrogante al decano de la Facultad de Filosofía y Humanidades de la Universidad de Chile, Ventura Blanco Encalada (decreto del 4 de mayo de 1852); el 19 de diciembre de ese año, se promulgó un decreto que entregaba la «tuición superior» de la Biblioteca Nacional a los decanos de la Facultad de Filosofía y Humanidades de la Universidad de Chile; esto duró hasta 1886. No obstante la tuición encargada a los decanos, Vicente Arlegui asumió el cargo de director de la Biblioteca Nacional luego de la muerte de García-Huidobro; el establecimiento contaba entonces con unos 20 000 volúmenes. Durante la gestión de Arlegui se hicieron los arreglos para recibir la «Biblioteca Egaña», cuya estantería se concluye en marzo de 1853 y que es abierta al público el 20 de abril de 1856.

### República Liberal (1861-1891)
Bajo la dirección de Arlegui los libros aumentan a 37.780 volúmenes para 1864, año en que falleció; su sucesor fue Ramón Briseño por decreto del 25 de junio de 1864, quien comenzó a desempeñar sus funciones el 11 de julio.
Luego de la muerte de Andrés Bello acaecida en 1865, el consejo de la Universidad adquirió su biblioteca privada para entregársela a la Nacional. Originalmente su colección se había tasado en $4700 por Diego Barros Arana, pero finalmente la adquisición se hizo por $2000 de la época, que se pagaron en 1868.
Poco tiempo después, el 29 de noviembre de 1873, falleció Claudio Gay; algunos días luego de su muerte, su sobrino, Víctor Reynaud visitó al ministro plenipotenciario de Chile en Francia, el novelista y diplomático Alberto Blest Gana y anunció que donaba los libros y la documentación que poseía Gay y que había utilizado en sus trabajos científicos en Chile.

«Nosotros estimamos perjudicar a Chile privándolo de esas riquezas inexplotadas, perjuicio que nuestros sentimientos no nos permitirán ocasionar. En consecuencia y por acuerdo unánime, ofrecemos gratuitamente esta magnífica colección a Chile, que es casi nuestra patria y que sería mañana nuestra tierra de refugio, si por desgracia Francia volviera a vivir tiempos difíciles y peligrosos. Fuera de esta colección quedan numerosos ejemplares de la obra de Sr. Gay sobre Chile. Es una cantidad bastante considerable. Hay en ellos, sin hablar del valor científico, un valor material de cierta importancia. No estamos dispuestos a explotar esta riqueza, ni deseamos hacerlo. Nos parece que sería deshonrar al ilustre sabio a la vez que a su gloriosa República, al hacer el menor negocio con esta obra tan importante. Por eso ofrecemos al gobierno chileno todos los ejemplares que nos quedan.»
Sucesión de Claudio Gay

El libro en Chile, Sergio Martínez Beza, Página 202-203.

El 9 de enero de 1879 se crea el Consejo de Instrucción Pública compuesto por el ministro de Instrucción Pública —que lo presidiría—; el rector de la Universidad de Chile; el secretario general; los Decanos de las Facultades; el rector del Instituto Nacional; tres miembros designados por el presidente de la República y dos elegidos en «claustro pleno» por la misma Universidad de Chile. Según Sergio Martínez Beza, desde ese día que la Biblioteca Nacional dejó de estar bajo la tuición superior del Consejo universitario y quedó bajo la «inspección directiva» del Consejo de Instrucción Pública hasta su «desaparecimiento en 1927».
En 1886 falleció don Benjamín Vicuña Mackenna, y la Biblioteca Nacional adquirió su gabinete de estudio, biblioteca y archivo. En 1861 ya habían ingresado al establecimiento, 1606 volúmenes de su colección de obras americanas.
Ese mismo año de 1886 fue nombrado director de la Biblioteca, Luis Montt y Montt. Entonces el establecimiento contaba con 104.242 volúmenes. Fue dividido en 5 secciones: Fondo General; Lectura a Domicilio; Manuscritos, Estampas y Medallas; Servicio Público; y Canje y Encuadernación. El nuevo director creó el Anuario de la Prensa y el Boletín de la Biblioteca Nacional. Además, ordenó catalogar todas las existencias, lo cual se cumplió entre 1887 y 1897.
El director don Luis Montt era hijo del Presidente don Manuel Montt (1851-1861) y hermano del Presidente don Pedro Montt (1906-1910). Ejerció su cargo hasta su muerte, en noviembre de 1909, excepto algunos meses en 1891, durante la guerra civil de ese año. Al término de su mandato, se estableció como publicación permanente la Biblioteca de Escritores de Chile, que reunía autores nacionales, posteriores a 1810, de la cual se alcanzaron a publicar 17 volúmenes.
La Ley de 21 de junio de 1887, fijó en 7 el número de departamentos de Estado, entre los que se contaba el de Justicia e Instrucción Pública, a cargo de un Ministro del Despacho. Esta Ley puso bajo la tutela de este ministerio a la Biblioteca Nacional, pues señaló que le correspondía, entre otras tareas:

Santiago, 21 de junio de 1887.

«12.º La creacion i conservacion de los museos, bibliotecas públicas, observatorios astronómicos i meteorolójicos, i de los depósitos literarios i de Bellas Artes [...]»
Congreso Nacional

«Ley» s/n, 21 de junio de 1887.

Con este cambio, la Biblioteca Nacional pasó a depender del Ministerio de Justicia e Instrucción Pública; don Máximo del Campo, en su calidad de Ministro, da cuenta de esta condición de dependencia en la «Memoria del Ministerio de Justicia e Instruccion Pública» de 1892.

«[...] Los demás establecimientos especiales dependientes del Ministerio de Instrucción Pública han seguido próspera marcha. La Biblioteca Nacional, el Museo, el Jardín Botánico, continúan su obra progresiva. El Conservatorio Nacional de Música i Declamación ha presentado públicamente sus trabajos que han podido apreciarse por todos.

En cumplimiento de prescripciones de la lei de 9 de enero de 1879 i por razones de mejor servicio, el Consejo de Instrucción Pública, a solicitud de este Ministerio, ha estendido su acción i vijilancia a estos establecimientos especiales, lo cual contribuirá a mantener la unidad de propósitos en los trabajos que están particularmente encomendados a cada uno de ellos i a facilitar la tarea del Gobierno.»
Máximo del Campo

«Memoria del Ministerio de Justicia e Instruccion Pública Presentada al Congreso Nacional 1892», Máximo del Campo, Páginas XXIII-XXIV.

### República Parlamentaria (1891-1925)
En 1913, para el centenario de la Biblioteca Nacional, se adquirió el Monasterio de Santa Clara, emplazado en la Alameda de las Delicias, junto al cerro Santa Lucía.

Santiago, 28 de enero de 1913.

«Artículo único.- Se autoriza al Presidente de la República para comprar al Monasterio de Santa Clara, por la cantidad de tres millones trescientos mil pesos ($ 3.300.000) i en conformidad con el contrato de promesa de venta firmado en cuatro de Diciembre de mil novecientos doce ante el Notario de Hacienda, don Florencio Márquez de la Plata, la propiedad comprendida entre la Avenida de las Delicias i las calles de Miraflores, Moneda i Claras de la ciudad de Santiago.

Destínase esta propiedad para la instalacion de la Biblioteca Nacional, del Museo Histórico i del Archivo Jeneral de la Nacion u otro establecimiento que el Presidente de la República determine. [...]»
Congreso Nacional

«Ley 2.754», 28 de enero de 1913.

El 24 de agosto de 1913 se puso la piedra fundamental del nuevo edificio. El arquitecto Gustavo García Postigo estuvo a cargo de su proyección. El monasterio fue demolido y se inició la construcción del nuevo inmueble de inspiración academicista francesa, propio de la construcción monumental de comienzos del siglo XX. La planta original del edificio era un grupo de 5 construcciones, con forma de Cruz de Malta, con 4 fachadas armónicas, aunque diferentes, que daban a las vías que enmarcan la manzana: Alameda Bernardo O'Higgins, Miraflores, Moneda y Mac-Iver (antigua de Las Claras), con jardines en cada esquina. Los 5 pabellones independientes debían estar comunicados entre sí. El pabellón central y los de Alameda y Moneda, se destinaron a la Biblioteca Nacional; el de Miraflores, al Museo Histórico Nacional; y el de calle Mac-Iver, al Archivo Nacional, y que no ha llegado a construirse. El espacio no construido, lo ocupa una plazuela con jardines.
En 1925, el edificio fue terminado en sus 2 primeros pabellones, el central y el ala de la Alameda, y la Biblioteca Nacional se trasladó a él. El sector poniente, que da a la calle Miraflores, se terminó hacia 1940, y a él se trasladó el Museo Histórico Nacional. En 1958 se terminó, luego de casi 30 años de construcción, el ala norte, que da a la calle Moneda, donde hoy se ubican la gran sala de lectura Gabriela Mistral, en su segundo piso; y en el primero, la Sala América, que sirve para conferencias, y la sala de Referencias Bibliográficas. Este sector se puso en funciones en 1963. Hay que destacar que, no obstante haber transcurrido más de 40 años desde el diseño del edificio, el ala norte respeta el estilo clásico original.
Desde 1940 el ala poniente, que da a la calle Miraflores, fue ocupada por el Museo Histórico Nacional. En 1983 el Museo se trasladó al Palacio de la Real Audiencia de Santiago, ubicado en la Plaza de Armas. Luego de ello, esta ala fue destinada al Archivo Nacional, que actualmente la ocupa.

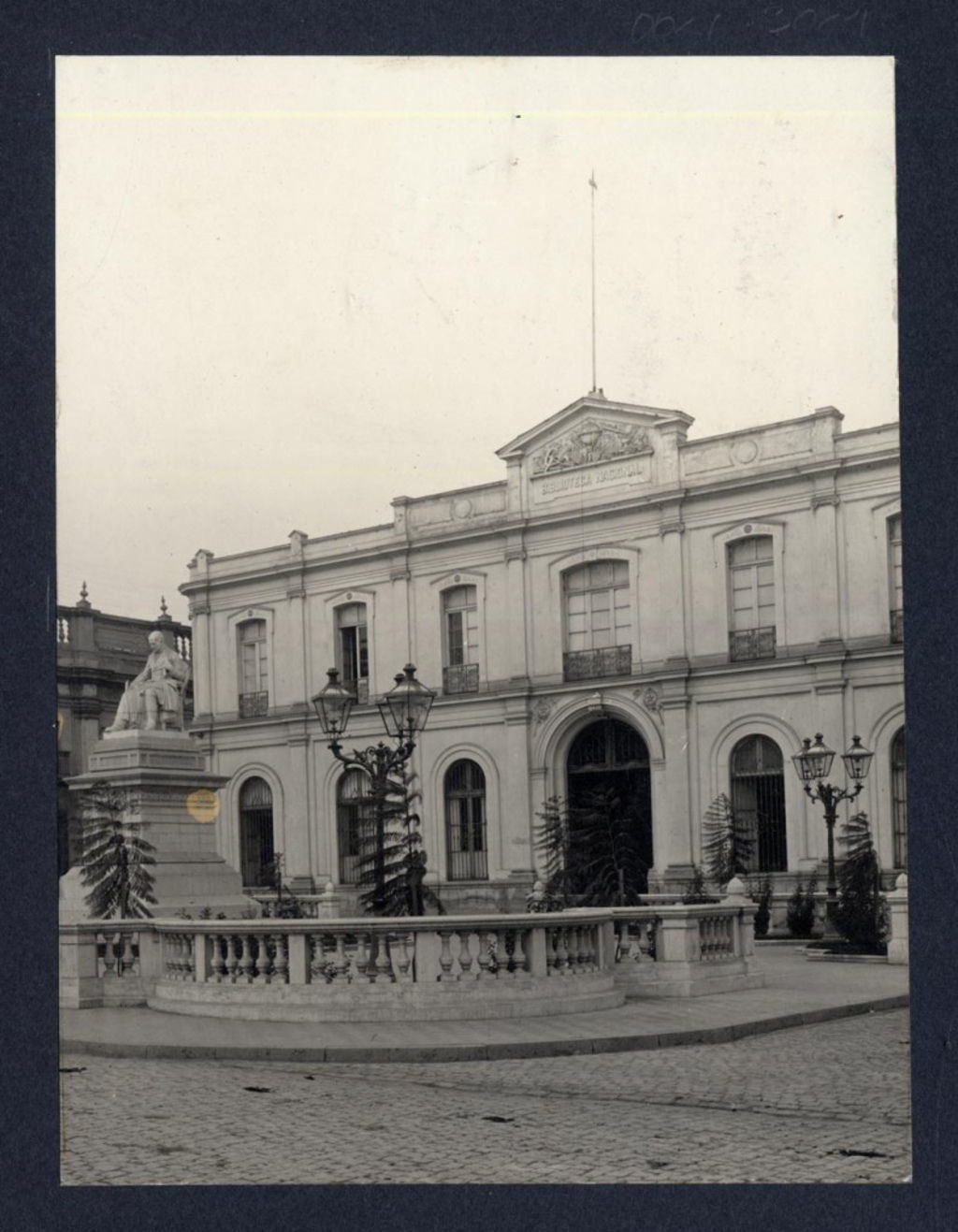
Palacio del Real Tribunal del Consulado de Santiago, sede de la Biblioteca Nacional entre 1886 y 1925.

Con anterioridad, la Biblioteca Nacional tuvo otras 4 sedes:
a) Tras su creación en 1813 y reinstalación en 1817, estuvo provisionalmente en la antigua sede de la Real Universidad de San Felipe, ubicada donde hoy se alza el Teatro Municipal.
b) En 1823 se trasladó al edificio de la Aduana, levantado entre 1805 y 1807, y que actualmente ocupa el Museo Chileno de Arte Precolombino.
c) Luego se instaló en un local construido específicamente para ella, en la esquina de las calles Catedral y Bandera. Algunas fuentes señalan que este traslado se hizo en 1835, y otras en 1843.
d) En 1886 se estableció en el edificio que había sido construido en las postrimerías de la Colonia (1807) y que había servido para la reunión del Cabildo Abierto del 18 de septiembre de 1810, ubicado en la esquina sur poniente de las calles Compañía y Bandera, solar que hoy ocupa el Palacio de los Tribunales de Justicia de Santiago. Este local, durante la República, fue ocupado hasta 1876 por el Congreso Nacional.

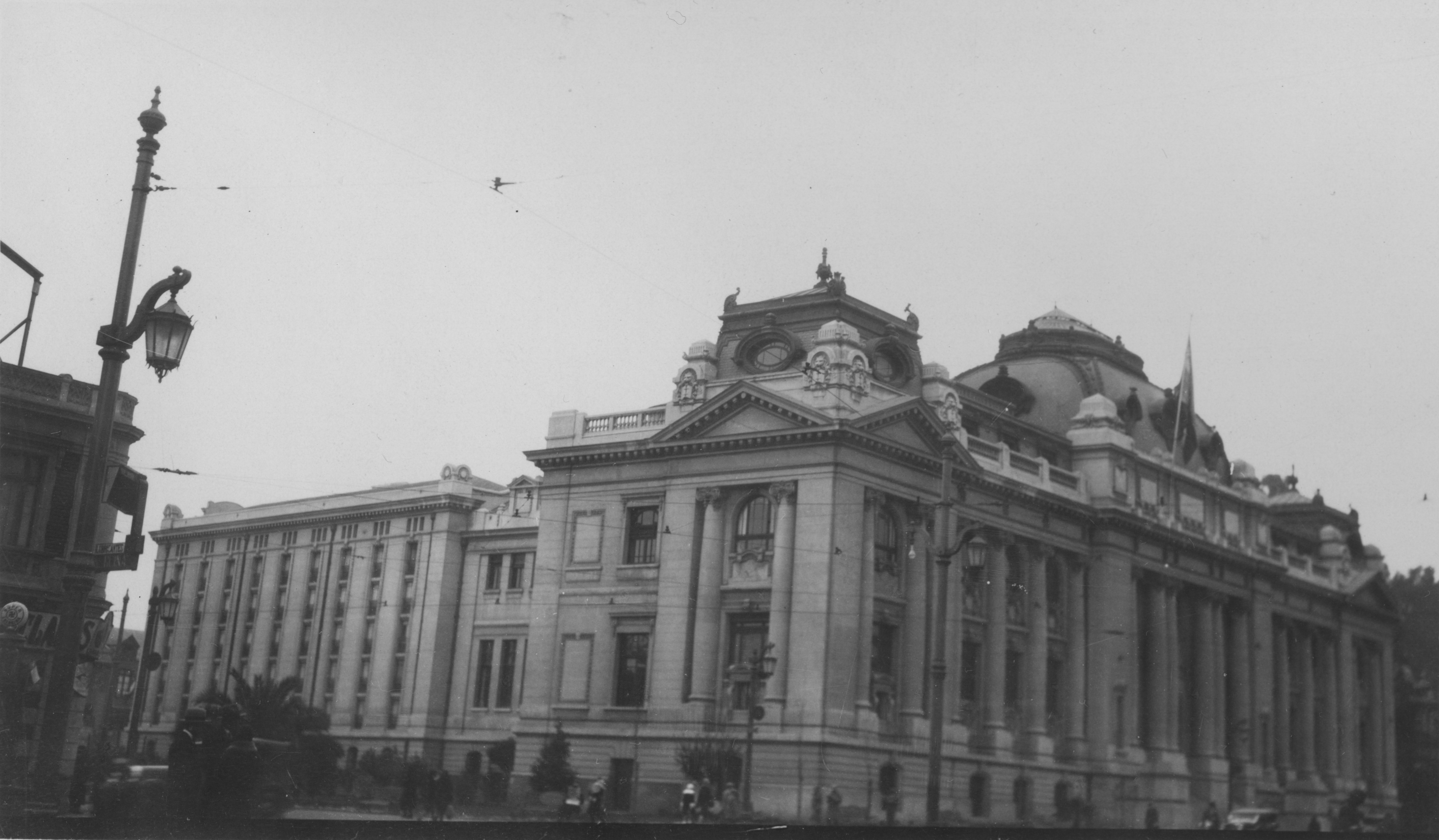
La Biblioteca en 1925.

El 25 de octubre de 1921, a través del decreto n.º 5524 del Ministerio de Instrucción Pública, se creó la «Dirección Jeneral de Bibliotecas» con el fin de «organizar y coordinar las bibliotecas públicas, recayendo la dirección de la nueva institución en el director de la Biblioteca Nacional», este decreto también clasificó «las bibliotecas dependientes del Ministerio de Instrucción Pública en: Biblioteca Nacional, Bibliotecas Departamentales y Bibliotecas de los establecimientos de enseñanza.» Esto se ve refrendado con el Decreto Ley 282, del 28 de febrero de 1925, del Ministerio de Instrucción Pública, en que se le asigna el sueldo anual al «Director Jeneral de Bibliotecas públicas y de la Biblioteca Nacional»

### República Presidencial (1925-1973)
El 18 de noviembre de 1929, bajo el gobierno de Carlos Ibáñez del Campo, se promulgó el Decreto con Fuerza de Ley n.º 5200 que creó «un servicio de funciones coordinadas» denominado Dirección General de Bibliotecas, Archivos y Museos (Dibam) (hoy Servicio Nacional del Patrimonio Cultural), a su vez, el D.F.L. 5200 establecía en su artículo 2.º lo siguiente:

Santiago, 18 de noviembre de 1929.

«Artículo 2.o- El Director General de Bibliotecas, Archivos y Museos tiene la dirección superior de la Biblioteca Nacional, del Archivo Nacional, del Museo Histórico Nacional, del Museo Nacional de Historia Natural, del Museo Nacional de Bellas Artes, de los Museos de Valparaíso, Concepción y Talca y de los que se creen en el futuro, de la Visitación de Imprentas y Bibliotecas, del Registro Conservatorio de la Propiedad Intelectual, del Depósito de Publicaciones Oficiales, de las bibliotecas públicas, de las departamentales y de las asimiladas a cualquiera de estas dos últimas categorías. [...]»
Congreso Nacional «Decreto con Fuerza de Ley 5,200», 18 de noviembre de 1929.

Con esto, la Biblioteca Nacional pasó a depender de la Dirección de Bibliotecas, Archivos y Museos y a su vez, el director general de Bibliotecas, Archivos y Museos pasó a ocupar «la dirección superior de la Biblioteca Nacional», así como también la del Archivo y de los museos Histórico, Historia Natural, Bellas Artes, y de los de Valparaíso, Concepción y Talca, así como de los que se crearan en el futuro; adicionalmente, ocuparía la dirección del «Registro Conservatorio de la Propiedad Intelectual».
Además, el decreto definía a la Biblioteca Nacional como centro oficial bibliográfico de la cultura intelectual de Chile, y le asignaba el doble papel de ser lugar central de las colecciones —debiendo reunir los impresos nacionales de todo género, los americanos y los de otros continentes—, y de biblioteca pública que debía propender a la divulgación de la cultura humana.

Santiago, 18 de noviembre de 1929.

«Artículo 9.o- La Biblioteca Nacional es el centro oficial bibliográfico de la cultura intelectual de Chile y tiene el doble carácter de biblioteca coleccionista central y de biblioteca pública.»
Congreso Nacional

«Decreto con Fuerza de Ley 5,200», 18 de noviembre de 1929.

También se le asignaba el deber de formar el gusto y el hábito de la lectura desde la infancia, y en su calidad de centro oficial bibliográfico, tendría que mantener relaciones con los centros similares en el extranjero.
Finalmente, para el 26 de diciembre de 1929, se aprobó el «Reglamento para la Dirección General de Bibliotecas, Archivos y Museos», a través del Decreto n.º 6234 del Ministerio de Educación Pública, en el que se establecían las atribuciones y deberes que debía tener el director general, entre los que se contaban la dirección y administración inmediata del establecimiento; residir en el edificio de la Biblioteca Nacional, siempre que hubiese espacio para ello.

Santiago, 26 de diciembre de 1929.

«Artículo 1º. Son atribuciones y deberes del Director General:

[...]

c) La dirección y la administración inmediata de la Biblioteca Nacional;

[...]

q) Residir en la Biblioteca Nacional, siempre que el edificio cuente con el local necesario para ello.»
Ministerio de Educación Pública

«Decreto n.º 6234 del Ministerio de Educación Pública», 26 de diciembre de 1929.

Este decreto solo venía a reafirmar lo que establecía el Decreto con Fuerza de Ley n.º 5200, a saber, que administrativamente el director de la Dibam pasaba a ser nominalmente el director de la Biblioteca Nacional.

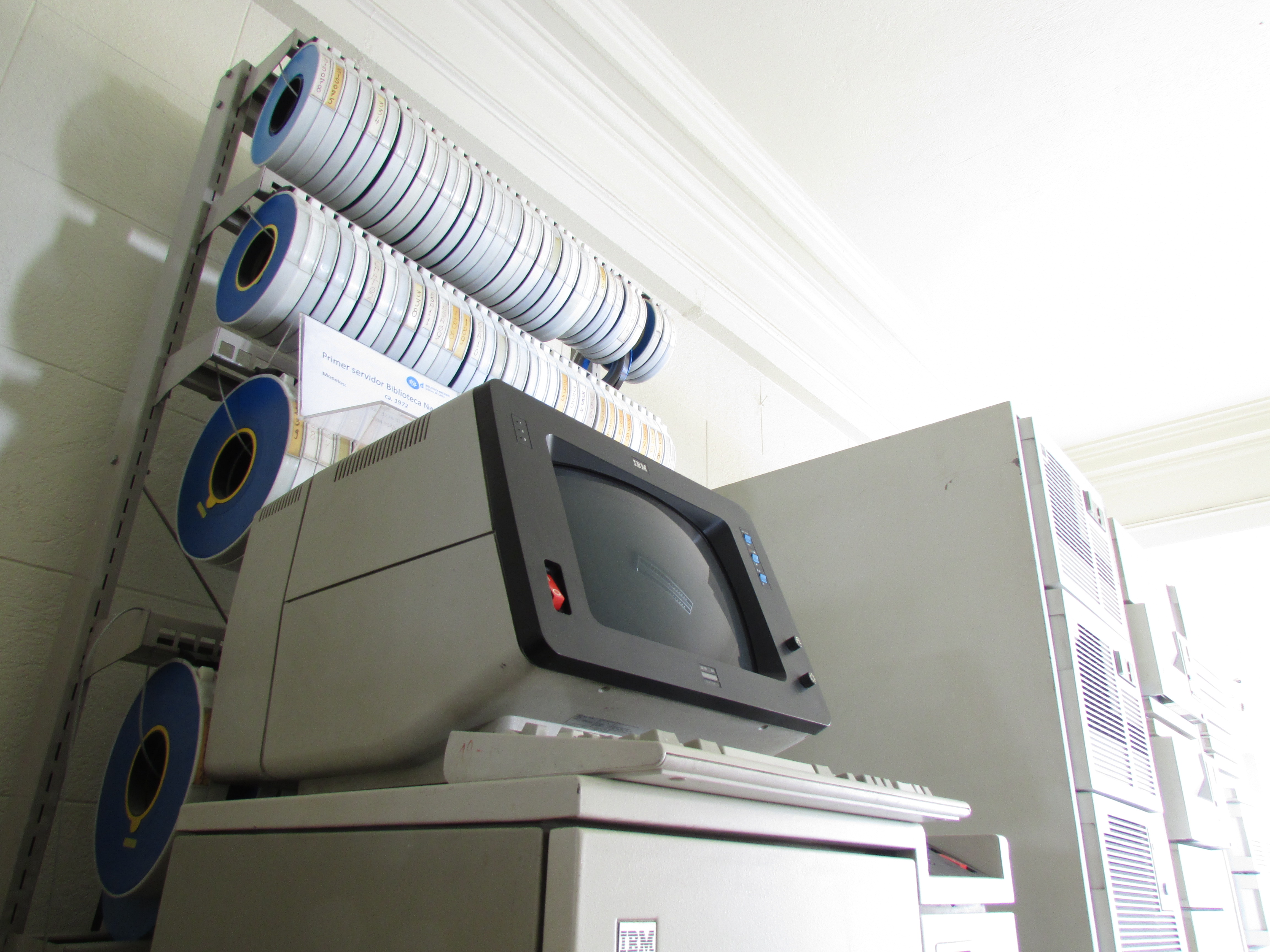
Primer servidor de la Biblioteca Nacional de Chile, ca. de 1972, compuesto por los computadores modelo IBM 3274 31 D y 9345 B 22.

El 23 de octubre de 1962 el edificio de la Biblioteca Nacional sufrió un incendio que se inició en la cúpula central, dejando daños producto del agua en las salas Barros Arana y Medina, y que afortunadamente no produjo la destrucción de las colecciones bibliográficas.

### Dictadura militar (1973-1989)
El 30 de diciembre de 1976 el edificio de la Biblioteca Nacional es declarado Monumento Nacional a través del Decreto Supremo n.º 1290.

Santiago, 30 de diciembre de 1976.

«[...] Otórgase el carácter de Monumentos Históricos a los edificios que, a continuación se señala en la forma y condiciones que en cada caso se expresa:

a) La Biblioteca Nacional, la parte proyectada por el arquitecto Joaquín García del Postigo e inaugurada en 1925, ubicado en la Av. Libertador Bernardo O'higgins. [...]»

Augusto Pinochet Ugarte

«Decreto Supremo N.º 1.290», 30 de diciembre de 1976.

Para el bicentenario del nacimiento de Andrés Bello, el que se produce en 1981, la Biblioteca rindió un homenaje a la memoria de este intelectual, identificando todos los ejemplares que habían pertenecido a su biblioteca privada, los que fueron reunidos en una sola sala-museo, a la cual se le dio su nombre.
En 1984 la Biblioteca Nacional dio los primeros pasos en la automatización de procesos, en el marco de la formación de la Red Nacional de Información Bibliográfica (RENIB). La RENIB fue creada por la Dirección de Bibliotecas Archivos y Museos con el fin de generar una red automatizada de bibliotecas que «definiera pautas y políticas conjuntas de trabajo, iniciara una catalogación cooperativa, estableciera estándares bibliográficos, compartiera recursos y desarrollara acciones para mejorar el acceso a la información disponible en las bibliotecas chilenas». La plataforma donde corría la RENIB era en el software NOTIS (acrónimo de Northwestern On-Line Totally Integrated System) e incorporaba el formato MARC (Machine Readable Cataloging). Lo anterior permitió la conformación de las primeras bases de datos de catálogos colectivos y la masificación en la utilización del formato MARC.

### Retorno a la democracia (1990-presente)

#### 1997 a 1999
En el año 1997 se inició el proyecto denominado «Conversión del Catálogo en fichas», cuyo fin era el de integrar las colecciones de la biblioteca al catálogo automatizado. Como parte del proceso de optimización, la Biblioteca Nacional adquiere el Sistema Integrado para la Gestión de Bibliotecas «Aleph 500», y de esta forma reemplaza el sistema NOTIS.

#### 2000 a 2013

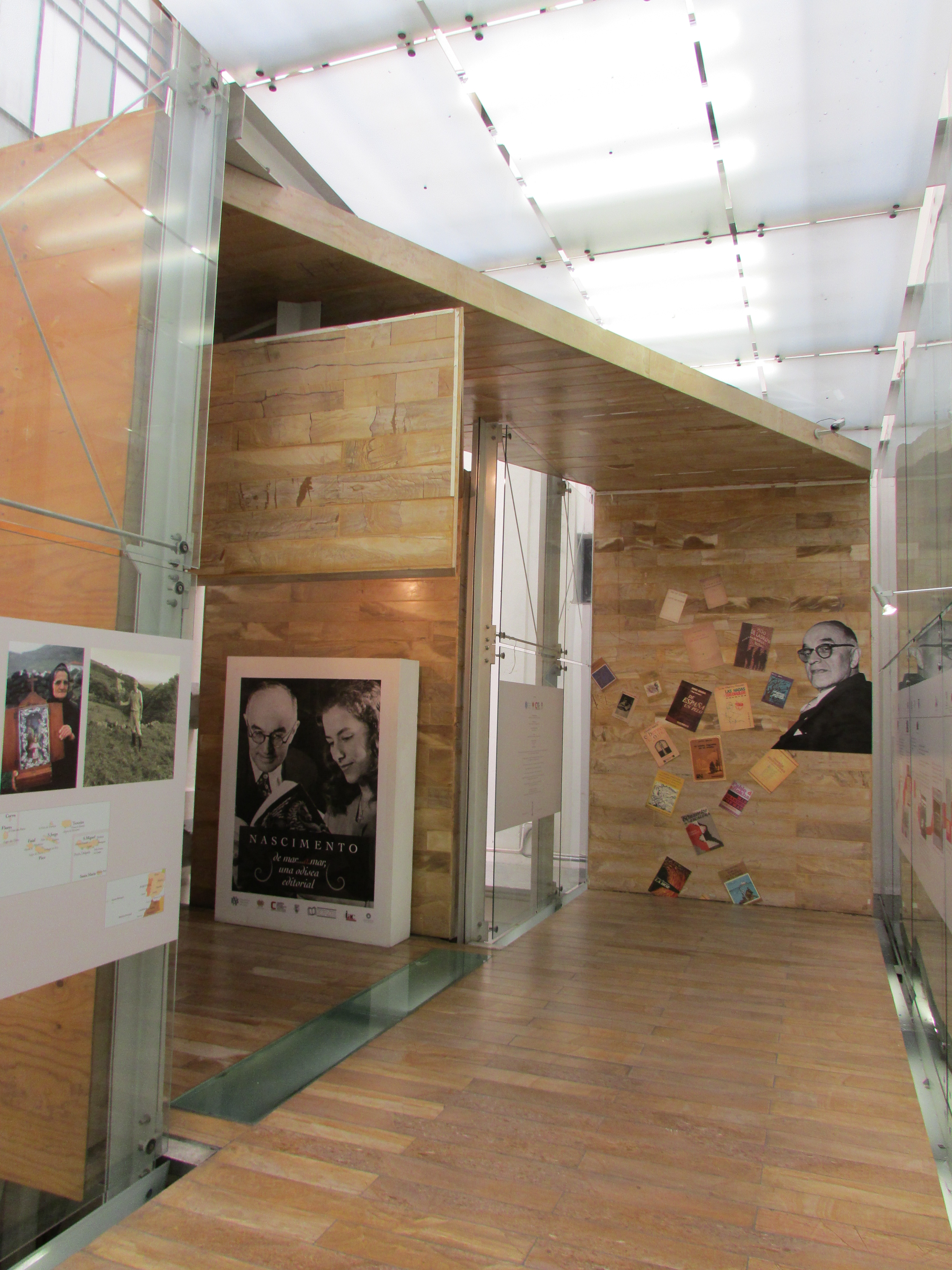
Acceso norte de la Galería de Cristal en la Biblioteca Nacional.

En el año 2000, terminó la automatización del antiguo catálogo manual en fichas de la Biblioteca Nacional y se lo integró al catálogo en línea agregando más de 300.000 títulos al mismo. Además, la catalogación automatizada de los diarios y periódicos de los siglos XIX y XX, permitió el acceso, a contar del año 2003, a más de 17.000 títulos de periódicos y a 90.000 volúmenes. Todo lo anterior fue posible ya que desde el año 2000 entró en funcionamiento el sistema de información bibliográfica Aleph, lo que permitió acceder al catálogo en línea de la Biblioteca a través de Internet.
En el año 2001 comenzó a gestarse un proyecto denominado Memoria Chilena, el cual fue inaugurado oficialmente el 2 de septiembre de 2003,. Memoria Chilena es un sitio web de la Biblioteca Nacional que busca difundir a través de Internet el patrimonio cultural de Chile, ofreciendo documentos y contenidos digitales sobre temas que conforman la identidad cultural de Chile.
En el año 2005, la institución lanzó un nuevo portal web, Chile para Niños, que busca acercar a niñas y niños el patrimonio cultural que resguarda la Biblioteca Nacional a través de minisitios temáticos presentados como "bitácora" de un personaje infantil llamado Memoriosa junto a sus amigos Búho Medina y Mariposa. 
El 5 de noviembre de 2007, luego de una investigación histórica, bibliográfica y de sus catálogos, la entonces Dibam, procedió a la devolución de 3.788 libros originalmente de propiedad de la Biblioteca de Lima, por los sellos y rúbricas que poseían, y que se encontraban en la Biblioteca Nacional de Chile y en la Biblioteca Santiago Severín de Valparaíso.
En abril de 2008, se inaugura la Galería de Cristal, espacio utilizado para realizar exposiciones al interior de la Biblioteca Nacional.
Desde el 23 de abril de 2010, la Biblioteca Nacional pasó a formar parte de la Biblioteca Digital Mundial, iniciativa de la UNESCO, lo que se formalizó con la entrega de 74 documentos, que ingresaron directamente a la biblioteca virtual de la Biblioteca Digital Mundial.
En el año 2013, la Biblioteca Nacional de Chile inauguró un tercer portal web, Biblioteca Nacional Digital (BNd), que centraliza los servicios digitales de la institución. Este permite la consulta remota de sus colecciones digitalizadas; la asistencia y orientación de bibliotecarios especializados; y la consulta de sitios almacenados en el Archivo de la Web.

##### Día del Patrimonio Nacional
La Biblioteca Nacional de Chile ha participado desde el año 2004 en el Día Nacional del Patrimonio. El año 2004 recibió 1.200 visitas con ocasión de la apertura de sus puertas el 30 de mayo de ese año.

#### Bicentenario de la Biblioteca Nacional

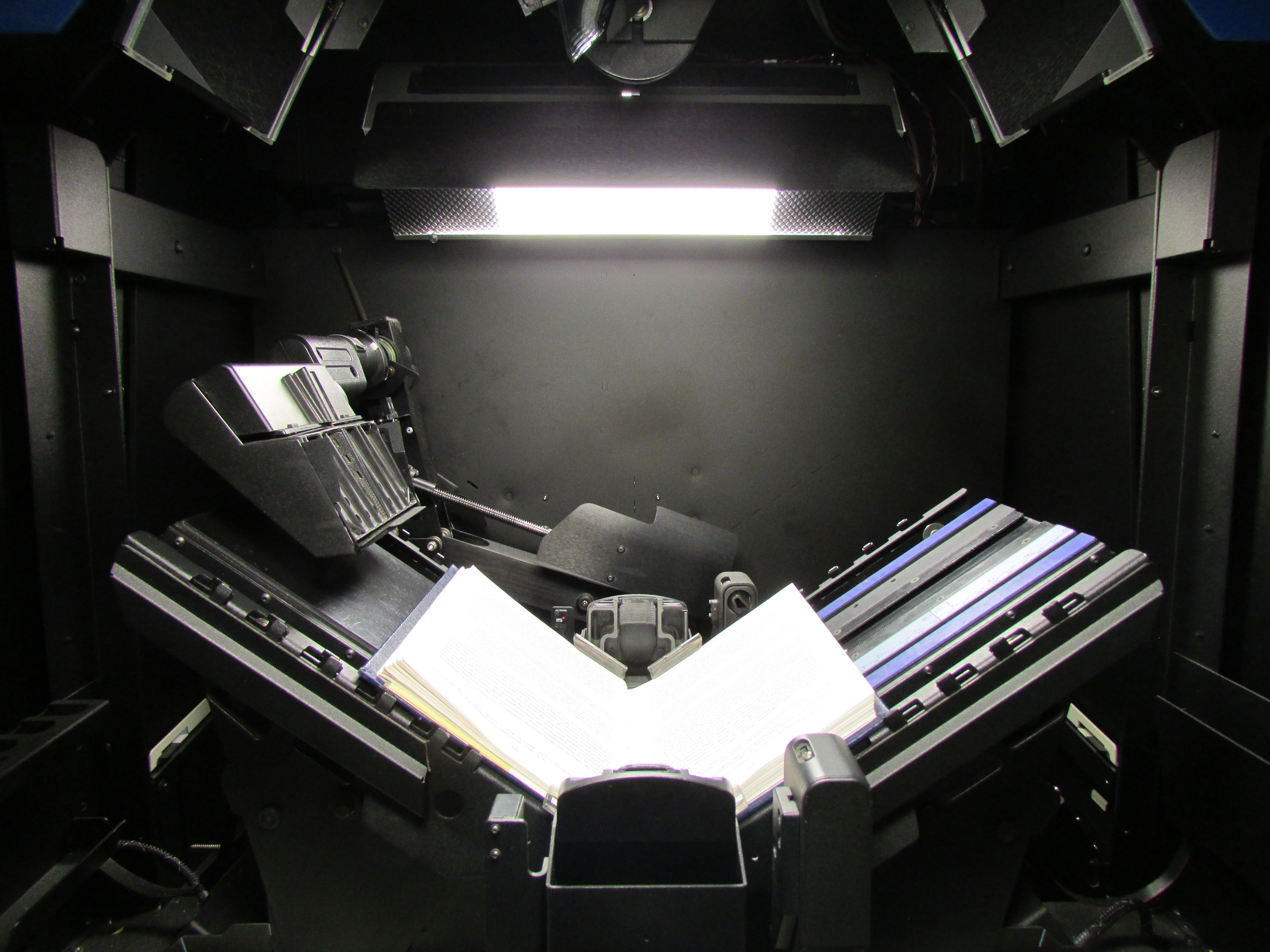
Detalle del escáner Kirtas Kabis I.

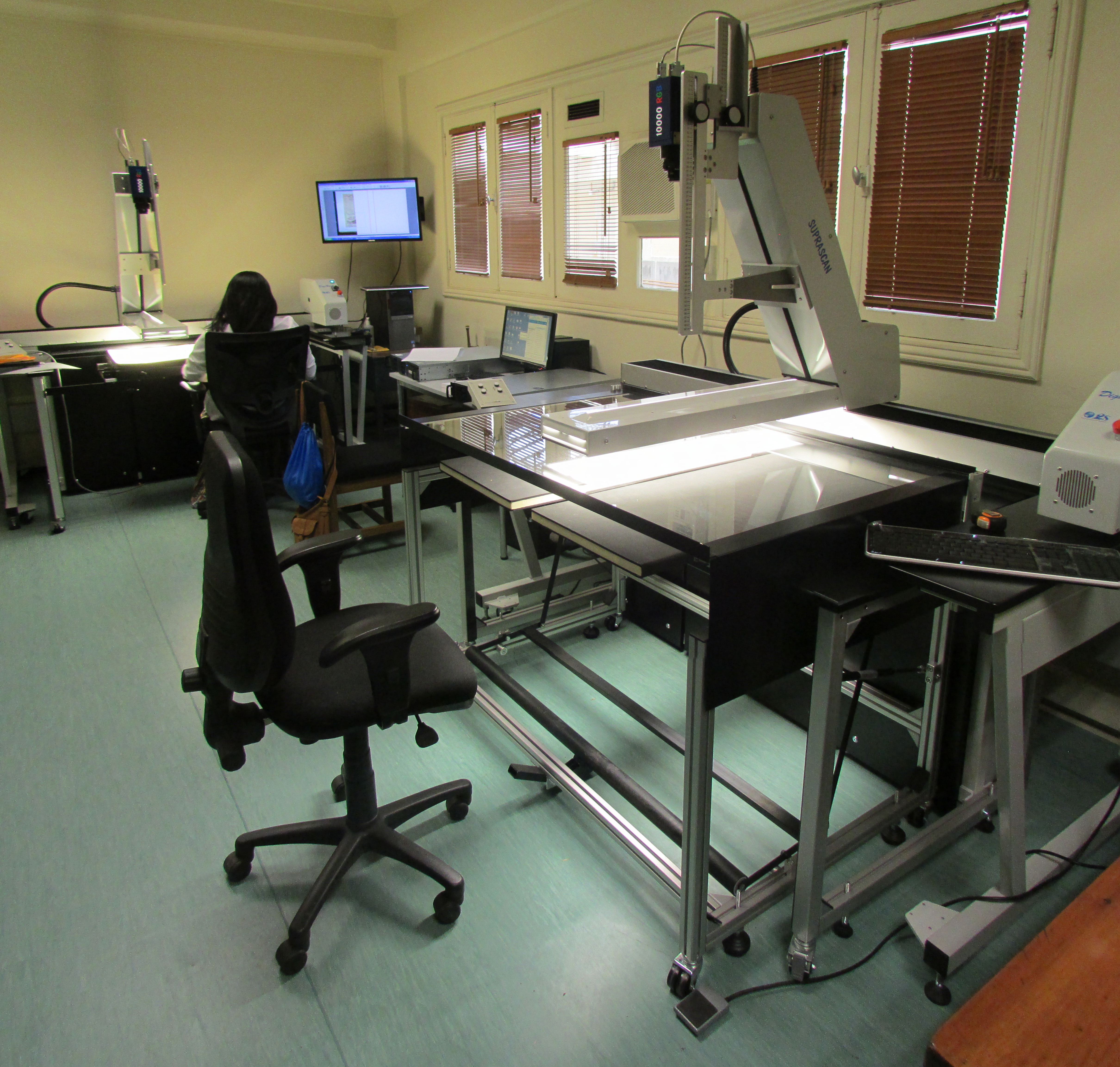
Escáner para mapas y obras de gran formato modelo Suprascan i2S.

El año 2013 se cumplieron doscientos años de la fundación de la Biblioteca Nacional, como parte del proceso de conmemoración de este aniversario, se creó un sitio web para el bicentenario de la Biblioteca Nacional con el eslogan «Celebremos juntos estos 200 años». El día 19 de diciembre de 2013, se inauguró oficialmente el nuevo laboratorio de digitalización de la Biblioteca Nacional de Chile, la ceremonia fue presidida por Magdalena Krebs y Ana Tironi, durante esta ceremonia se presentaron los nuevos robots incorporados al laboratorio de digitalización, que fueron un escáner automático de alta productividad marca Kirtas Technologies Inc., modelo Kirtas Kabis I y un escáner para mapas y obras de gran formato modelo Digibook Suprascan A0.

## Adquisiciones y donaciones
La Biblioteca Nacional ha realizado a través de los años diversas adquisiciones o ha recibido donaciones extensas y de gran valor de libros y manuscritos, las que componen un valioso tesoro histórico. Las adquisiciones o donaciones más importantes se enumeran a continuación:
| Nombre                           | Año de adquisición o donación | Información | Obras | Volúmenes |
| -------------------------------- | ----------------------------- | --- | ----- | --------- |
| Mariano Egaña                    | 1846                          | El 16 de octubre de 1846 se ordenó la compra a cuenta del Estado, previo consentimiento de su viuda, de la biblioteca personal de Mariano Egaña, formando una colección especial en un recinto aparte con la inscripción «Biblioteca Egaña». | 3040  | 10 000    |
| Benjamín Vicuña Mackenna         | 1861                          | El 14 de diciembre se realiza el contrato para la compra a Benjamín Vicuña Mackenna de una colección de obras americanas, con cargo a fondos propios de la Biblioteca Nacional. La adquisición tuvo un valor final de $2000.                 |       | 1606      |
| Andrés Bello                     | 1867                          | Luego de la muerte de Andrés Bello, el consejo de la Universidad adquiere su biblioteca para entregársela a la Biblioteca Nacional. |       | 1500      |
| Claudio Gay                      | 1874                          | En 1874 se incorporan los volúmenes donados por la sucesión de Claudio Gay en 1873. |       | 3924      |
| José Ignacio Eyzaguirre Portales | 1878                          | |       |           |
| Diego Portales                   | 1878                          | |       |           |
| Aníbal Pinto                     | 1885                          | |       |           |
| Diego Barros Arana               | 1920                          | |       |           |
| José Toribio Medina              | 1925                          | |       |           |
| Enrique Matta Vial               | 1940                          | |       |           |
| Raúl Silva Castro                | 1970                          | |       |           |
| Guillermo Feliú Cruz             | 1974                          | |       |           |
| Antonio Doddis                   | 1974                          | |       |           |

## Salas y sus fondos
| Foto     | Salas                                             | Colecciones | Contenidos | Departamento |
| -------- | ------------------------------------------------- | --- | --- | --- |
| flotando | Sala Gabriela Mistral                             | - Sección Chilena - Fondo General | La Sección Chilena contiene las publicaciones generadas en Chile, obras de autores chilenos o publicaciones sobre Chile que hayan sido editadas fuera de Chile. A su vez, el Fondo General, como su nombre lo indica, contiene obras publicadas en todo el mundo.                                                                        | Sección Chilena (Colecciones Bibliográficas y Documentales) Fondo General (Colecciones Bibliográficas y Documentales) |
| flotando | Salón Camilo Henríquez                            | - Sección Periódicos | | |
| flotando | Salón Pablo Neruda                                | - Sección Revistas | La Sección Revistas contiene todas las revistas tanto producidas en Chile como en el extranjero. | Sección Revistas (Colecciones Bibliográficas y Documentales)                                                          |
| flotando | Sala Medina                                       | - Biblioteca Americana José Toribio Medina - Biblioteca Americana Diego Barros Arana - Museo Bibliográfico - Fondo de Archivos Varios | La Sala Medina contiene los fondos bibliográficos más valiosos de la Biblioteca Nacional. | Sala Medina (Colecciones Bibliográficas y Documentales)                                                               |
| flotando | Sala de Referencias y Bibliografías               | - Colección general de diccionarios, enciclopedias, atlas y manuales entre otras fuentes de conocimiento general.                     | La Sala de Referencias contiene diccionarios, enciclopedias, atlas y manuales entre otros. | Sección Referencias y Bibliografía (Colecciones Bibliográficas y Documentales)                                        |
| flotando | Salón de Investigadores                           | | | |
| flotando | Sala Arnaldo Tapia                                | - Archivo de Música | El Archivo de Música contiene partituras, grabaciones en discos, casetes, cintas magnetofónicas y de audio digital, así como también afiches, noticias y programas de conciertos, de música clásica, folklórica y popular de Chile. | Archivo de Música (Colecciones Especiales)                                                                            |
| flotando | Centro de Patrimonio Inmaterial, Indígena y Rural | - Archivo de Literatura Oral y Tradiciones Populares - Biblioteca Conmemorativa José María Arguedas                                   | El Centro de Patrimonio Inmaterial, Indígena y Rural contiene el material que corresponde al patrimonio inmaterial, indígena y rural de la Biblioteca Nacional, y resguarda otras colecciones como la Lira popular, la reforma agraria chilena, la agricultura de Chile en el siglo XIX, así como también sobre los pueblos originarios. | Centro de Patrimonio Inmaterial, Indígena y Rural (Colecciones Especiales)                                            |
| flotando | Sala de Préstamos a Domicilio                     | - Sección Préstamo a Domicilio | La Sección Préstamo a Domicilio contiene sobre 25 000 títulos y 70 000 ejemplares. Es la única sección de la Biblioteca Nacional cuyo material puede ser prestado a domicilio. | Préstamo a Domicilio                                                                                                  |

| Foto     | Salas              | Capacidad    | Departamento                             |
| -------- | ------------------ | ------------ | ---------------------------------------- |
| flotando | Sala América       | 135 personas | Departamento de Comunicaciones y Cultura |
| flotando | Sala Ercilla       | 74 personas  | Departamento de Comunicaciones y Cultura |
| flotando | Galería de Cristal | n/a          | Departamento de Comunicaciones y Cultura |

## Incunables
Los incunables son los libros que surgieron desde la creación de la imprenta hasta principios del siglo XVI. La Biblioteca Nacional de Chile cuenta con un total de 29 incunables universales, y una edición facsimilar de 1861 de «De insulis inventis - Epistola Christoferi Colom».
| Título | Autor                   | Ciudad      | Editor                                                                                                | Año               |
| --- | ----------------------- | ----------- | --- | ----------------- |
| Comentarii in satyras Juvenalis cum defensione comentariorum Martialis et recriminatione adversus Brotheum grammaticum | Juvenal                 | Romæ        | | 1474              |
| Opera, cum Mauri Servii Honorate in tria Virgilii opera expositione | Virgilio                | Mediolani   | | 1475              |
| Pharsaliae | Marco Antonio Lucano    | Venetis     | Juvenem Guerinum                                                                                      | 1477              |
| Sermones traductionem venerabilis patris Ambrosii camaldulensis | San Ephrem              | Floretiæ    | Antoniu Bartholomei Mischomini                                                                        | 1481              |
| Super omnia opera divini doctoris Thome Aquinatis Tabula | Pietro da Bergamo       | Bolonia     | Oficina Baldiseri Azquíde                                                                             | 1484              |
| Las leyes de la hermandad : este es el cuaderno de las leyes nuevas de la hermandad del Rey y de la Reyna ... y por su mandado hechas en la Junta General en la Villa de Tordelaguna                                                         | España                  | Lordoña     | | 1486              |
| Histoire de Ros-Asanah y Kipur : por eftillo corriente y feguido sin bolver de una aotra parte, como se uza en efte Kahal Kados |                         | Ámsterdam   | Acofta de Aharon Hisquia Querido                                                                      | 1486 [=1726]      |
| Super sapientiam Salomonis | Robertus Holtok         | París       | Georg Wolf                                                                                            | 1489              |
| Opera philosophica ; Epistolae | Lucio Anneo Séneca      | Venetiis    | Bernardinum de Cremora & Simonem de Luero                                                             | 1490              |
| Plurima opuschula sancti Augustim | Agustín de Hipona       | Ventiis     | Pelegrinum de pasqualibus de Bononia                                                                  | 1491              |
| Quadragesimale doctoris illuminati | Francisco de Mayronis   | Venetiis    | Bernardinuz Novaria                                                                                   | 1491              |
| Las vidas de Plutarco : que fueron escriptas en griego y traduzidas en latin por diversos trasladores y despues vueltas en romance castellano por el cronista Alfonso de Palencia                                                            | Mestrio Plutarco        | Sevilla     | Paulo d’Colonia, Johanes d’Nuréberg y Magno y Thomas de Alemania                                      | 1491              |
| Las siete partidas | Alfonso X               | Sevilla     | Paulo de Colonia, Johánes Pegniczer de Nuberga y Magno y Thomas de Alemania, 24 de diciembre de 1491. | 1491              |
| Caesarum opere / Suetonius ; cum commentario Phillipi Beroaldi | Cayo Suetonio Tranquilo | Bononiæ     | Benedictus Hectoris                                                                                   | 1493              |
| Tragoedias | Lucio Anneo Séneca      | Venetiis    | Matheú Capcasam                                                                                       | 1493              |
| Operi de hytoriis etatum mundi, ac descriptione urbium | Hartmann Schedel        | Núremberg   | Antonius Koherger                                                                                     | 1493              |
| Sermones tredecim universales praedicables per totum annus ; Sermo de passione domini | Michael de Hungría      | Lugduni     | Edmondus David                                                                                        | 1495              |
| De rerum natura : liber primus incipit fœliciter | Tito Lucrecio Caro      | Venetiis    | Theodorum de Ragazonibus                                                                              | 1495              |
| Sermones dominicales per totum annum editi per venerabilem virum et patre fratrem Antonium de Bitonto | Antonio de Bitonto      | Venetiis    | Johann Hamman para Nicolo da Francoforte                                                              | 1496              |
| Super quattour libros Sententiarum | Guillermus Vorrilong    | Venezia     | Jacopo Penzio para Lazzaro Suardi]                                                                    | 1496              |
| De divinis institutionibus adversus gentes | Lactantii Firmiani      | Venetiis    | Simonem Beuilaqua                                                                                     | 1497              |
| Prima pars Biblie cum glosa ordinaria et expositione Lyre litterali et morali : necnon additionibus ac replicis... | Múltiples autores       | Basilea     | Sin información [Nicholas de Lyra?]                                                                   | 1498              |
| Opus præclarissimum in quatuor libro Sententiarum | Nicolas de Orbellis     | Parissis    | Johanni Richardis                                                                                     | 1498              |
| Salutifera navis : narragonice prosectionis nun qua satis laudata Navis p Sebastianum Grant vernaculo vulgarique sermone & rhythmo pro cuncto rum mortalium satuitatis semitas essugere cupientium [...]                                     | Sebastian Brant         | Lyons       | Iacobum Zachoni de Romano                                                                             | 1488 [i. e. 1498] |
| Opera agricolationum / Columellæ ; Varronis ; Catonisque necnon Palladii ; cum exscriptionibus & commentariis D. Philippi Beroaldi | Lucius Junius Moderatus | Desconocida | Impressa Regii impensis Francisci Mazali                                                              | 1499              |
| Naturæ historiarum libri XXXVII / C. Plinii Secundi ;e castigationibus Hermolai Barbari quam emendatissime editi | Cayo Plinio Segundo     | Venetiis    | Joannem Aluisium de Varisio                                                                           | 1499              |
| Leyes hechas por los muy altos y muy poderosos principes y Señores el Rey don Fernãdo y la Reyna doña Isabel nuestros soberanos señores por la brevedad y orden de los pleytos. Fechas en la villa de Madrid año del Señor de mil.cccc.xcix. | España                  | Salamanca   | | 1499              |
| Missale Benedictinum : Missale secundum consuetudinem monachorum Congregationis Sancti Benedicti de Valladolid | Iglesia católica        | Montserrat  | Juan Luschner y Uldarico Belch                                                                        | 1499              |

| Título                                          | Autor           | Ciudad      | Editor | Año                       |
| ----------------------------------------------- | --------------- | ----------- | ------ | ------------------------- |
| De insulis inventis. Epistola Christoferi Colom | Cristóbal Colón | Desconocida |        | 1861 Facsímil del de 1493 |

## Estadísticas

### Cantidad de volúmenes
Para el año 1820, la Biblioteca Nacional contaba con 8510 volúmenes, para el año 1823 con 12 000, para el año 1843 con 14 829 volúmenes, y diez años más tarde, para 1853, alcanzaría los 20 000 volúmenes, para 1864 casi duplicaría dicha cantidad, alcanzando 37 780 volúmenes y para el año 1875, alcanza los 50 000 volúmenes.
La Sección Chilena cuenta con unos 850.000 volúmenes (400.000 títulos), siendo la más completa en su tipo. El Fondo General cuenta con unos 350.000 títulos. Hay más 100.000 volúmenes en periódicos.
Durante el año 2011 ingresaron 146 303 nuevas obras y 288 000 periódicos.

### Atención a usuarios
Los usuarios presenciales de la Biblioteca Nacional, para el año 2009, alcanzaron los 315 898 en 2009, mientras que los usuarios remotos alcanzaron un total de 59 597 270 millones de visitas.
Durante el año 2014, la Biblioteca Nacional recibió de manera presencial a 169 299 usuarios, de ellos 107 981 fueron hombres y 61 318 mujeres, mientras que las visitas al edificio alcanzaron una cifra cercana a las 459 000 al mes de septiembre de 2014. A su vez, las sesiones de conexión a través de wifi, mediante computadores y dispositivos móviles alcanzaron un promedio de 13 300 conexiones al mes, más unas 2800 sesiones desde los computadores instalados en el Salón Bicentenario, para un total de 16 100 conexiones mensuales promedio a internet.
A partir del año 2012, comienza a implementarse un proceso de automatización y acreditación de usuarios para facilitar la atención a los usuarios de la Biblioteca Nacional, lo que genera que los datos comiencen a desagregarse de forma distinta.
| Año  | Usuarios presenciales | Visitas al edificio | Usuarios remotos** |
| ---- | --------------------- | ------------------- | ------------------ |
| 2006 | 218 343               |                     | 23 273 566         |
| 2007 | 294 654               |                     | 27 535 316         |
| 2008 | 309 919               |                     | 47 575 283         |
| 2009 | 315 898               |                     | 59 597 270         |
| 2010 | 216 322               |                     | 67 470 433         |
| 2011 | 315.396               |                     | 73 860 983         |
| 2012 | 268 852               |                     | 70 262 013         |
| 2013 | 206 604               |                     | 66 167 182         |
| 2014 | 169 299               | 459 000*            | s/i                |

* Solo incluye datos hasta septiembre de 2014

** Incluye prestaciones por internet (catálogo en línea, terra, internet, periódicos), y consultas a Memoria Chilena, Chile para niños, Biblioteca Virtual Bicentenario y Portal Cervantes

## Directores de la Biblioteca Nacional
- Manuel de Salas 1818-1823
- Manuel José Gandarillas 1823-1825
- Francisco García-Huidobro Aldunate 1825-1852
- Vicente Arlegui 1852-1864
- Ramón Briseño 1864-1886
- Luis Montt Montt 1886-1909
- Ramón Laval 1909-1910
- Carlos Silva Cruz 1910-1927
- Eduardo Barrios 1927-1931
- Tomás Thayer Ojeda 1931-1932
- Alejandro Vicuña Pérez 1932-1935
- Gabriel Amunátegui Jordán 1935-1947
- Ernesto Galliano 1947
- Augusto Iglesias 1948-1953
- Eduardo Barrios 1953-1960
- Guillermo Feliú Cruz 1960-1966
- Roque Esteban Scarpa 1967-1971
- Juvencio Valle 1971-1973
- Roque Esteban Scarpa 1973-1977
- Enrique Campos Menéndez 1977-1986
- Mario Arnello Romo 1986-1990
- Sergio Villalobos 1990-1993
- Marta Cruz-Coke Madrid 1993-2000
- Clara Budnik Sinay 2000-2006
- Nivia Palma 2006-2010
- Magdalena Krebs 2010-2014
- Alan Trampe (Transitorio y provisional) Mar.-dic. 2014
- Ángel Cabeza Monteira 2014-2018
- Pedro Pablo Zegers Blachet 2018-2023
- Soledad Abarca de la Fuente 2023-actualidad